# Вознесеновка (Таловский район)
Вознесеновка — поселок в Таловском районе Воронежской области.
Входит в состав Новочигольского сельского поселения. Ранее являлся административным центром упразднённого Вознесеновского сельского поселения.

## География

### Улицы
- ул. Луговая
- ул. Молодежная
- ул. Речная
- ул. Центральная

## История
Посёлок Вознесеновка образовался в 1921 году, когда сюда переехали некоторые жители села Новая Чигла. Среди жителей посёлка были выражены такие традиционные для этих мест промыслы, как ткачество, вышивание, вязание из шерсти, изготовление валенок.

## Население
| 2010 |
| ---- |
| 183  |

Население посёлка в 2005 году составляло 219 человек.